# Белбел, Сержи
Сержи Белбел (кат. Sergi Belbel i Coslado; род. 29 мая 1963, Тарраса) — каталанский драматург, переводчик, театральный режиссёр

.

## Биография
Изучал романскую филологию в университете Барселоны. Дебютировал пьесой «Калейдоскопы и маяки нынешнего дня» (1986, премия «Маркиз де Брадомин»). С 1988 преподает в Театральном институте Барселоны. Поставил в Национальном театре Каталонии пьесы Кальдерона, Мольера, Гольдони, Мариво, Эдуардо де Филиппо, Беккета, Перека, Бернара-Мари Кольтеса и др.

## Драмы
- 1986: Caleidoscopis i fars d’avui
- 1987: Minim-mal show
- 1988: Ópera
- 1989: Elsa Schneider
- 1989: En companyia d’abisme
- 1990: Tàlem
- 1991: Carícies (экранизирована)
- 1993: Després de la pluja
- 1994: Morir (экранизирована)
- 1997: Homes
- 1999: El temps de Plank
- 2005: Forasters
- 2007: A la Toscana

## Публикации на русском языке
- Ласки: Десять сцен и эпилог. / Пер. И. Глущенко // Барселонские премьеры. — М., 1994. — С. 219—260.
- Супружеское ложе. / Пер. И. Глущенко // Суфлер, 1995, № 2. — С. 3—31.

## Признание
Пьесы Белбела идут во многих странах мира. Национальная премия Испании за драматургию (1996), премия Мольера (1999), Национальная театральная премия (2000) и др. награды. С 2005 — директор Национального театра Каталонии.